# Damien Fitzpatrick
Pour les articles homonymes, voir Fitzpatrick.

a Compétitions nationales et continentales officielles uniquement.

b Matchs officiels uniquement.
Dernière mise à jour le 20 juillet 2020.
Damien Fitzpatrick, né le 8 juin 1989 à Sydney (Australie), est un joueur de rugby à XV australien évoluant au poste de talonneur. Il évolue l'intégralité de sa carrière de Super Rugby avec les Waratahs entre 2009 et 2020, entrecoupés de deux passages en France avec le Lyon OU et le Stade français.

## Carrière

### En club
Damien Fitzpatrick commence sa carrière avec le club d'Eastwood qui dispute le Shute Shield (championnat de la région de Sydney).
Lors de la saison 2009 de Super 14, il rejoint la franchise des Waratahs en Super Rugby, où il poursuit son apprentissage derrière les expérimentés Tatafu Polota-Nau et Adam Freier. Il fait ses débuts en Super Rugby le 21 mars 2009 contre les Crusaders. Lors de ses cinq premières saisons, il joue peu de matchs (vingt-et-un dont une seule titularisation) en raison de son manque d'expérience et de deux graves blessures au genou survenues en 2012 et 2013,.
Après une saison blanche avec les Waratahs, il rejoint le Lyon OU en Pro D2. Il joue trois saisons avec le club lyonnais, et il est sacré champion de France de Pro D2 à deux reprises.
De retour en Australie, il fait d'abord son retour avec Eastwood en Shute Shield, avant de rejoindre les Sydney Stars en NRC. Il fait également son retour avec les Waratahs à partir de la saison 2017,. À son retour il devient le titulaire du poste de talonneur et un cadre de son équipe,.
En septembre 2019, il effectue une pige de quelques mois avec le Stade français en Top 14 en tant que joker Coupe du monde. 
En juin 2020, après une dernière saison avec les Waratahs, il met un terme à sa carrière professionnelle,.

### En équipe nationale
Damien Fitzpatrick joue avec la sélection scolaire australienne (en) en 2008, et occupe le rôle de capitaine de l'équipe.
L'année suivante, il est à nouveau nommé capitaine pour diriger l'équipe d'Australie des moins de 20 ans qui est finaliste du championnat du monde junior 2009.
En 2010, il est sélectionné avec les Barbarians australiens, considérés comme l'équipe réserve de l'équipe d'Australie,. Il est à nouveau sélectionné avec cette équipe l'année suivante.

## Palmarès
- Champion de France de Pro D2 en 2014 et 2016